# Gertrude Simmons Burlingham
Gertrude Simmons Burlingham (21 de abril de 1872, Nueva York – 11 de enero de 1952, Winter Park, Estados Unidos) fue una micóloga estadounidense, muy conocida por su obra sobre Russula y Lactarius, pionera en el uso de las características microscópicas de las esporas y la tinción iodada para la identificación de especies. Su vida fuera de la investigación científica ha sido poco documentada, con la excepción de la información biográfica más elemental.

## Biografía
Gertrude S. Burlingham nació en México, Nueva York en 1872. Su vida antes de obtener su M.Sc. de la Universidad de Siracusa en 1898 no es conocida. Desde 1898 hasta su retiro en 1934, enseñó biología en Binghamton y en Brooklyn, pero a pesar de conseguir un Ph.D. de la Universidad de Columbia en 1908, no dio cases en la universidad. Nunca se casó.
Como una postgraduada, trabajó principalmente en el Jardín Botánico de Nueva York (acrónimo en inglés NYBG) en virtud de un acuerdo entre esa institución y la Universidad de Columbia para estudios de doctorado, la primera mujer en obtener un doctorado del programa. En el Jardín, colaboró con William A. Murrill (que finalmente nombró a Russula murrillii en su honor). Poco después de empezar su carrera científica, comenzó a pasar mucho tiempo en Vermont, donde era propietaria de una segunda casa en Newfane, Condado de Windham, en el área que fue el tema de sus primerísimas publicaciones científicas.
La tribu Lactariaea, formada por el género Lactarius (que ella llamaba Lactaria) y Russula, fueron su especialidad y tópico de ambas tesis doctorales (publicada en Memoirs of the Torrey Botanical Club) así como la mayoría de sus publicaciones, tales como el tratamiento de 1910 de la tribu por el North American Flora. El especialista en Russula Ray Fatto le negó a Burlingham la importancia de las esporas en separar especies de ese notoriamente género controvertido. Aunque algunos autores, como Michael Kuo, han cuestionado la utilidad de este criterio, se ha mantenido una gran importancia en la ausencia de la investigación genética para aclarar la situación de muchas especies. En su obituario, Fred J. Seaver dijo de ella: "tenía un amplio conocimiento de los hongos en general, y habiendo crecido en una granja, fue una naturalista en todos los aspectos."
Después se retiró de la enseñanza en 1934, mudándose a Florida, uniéndose a varios otros micólogos retirados allí, y colaboró principalmente con Henry Curtis Beardslee (además ella nombró una Russula en su honor, y escribió su obituario). Recolectó principalmente en el noreste y en Florida, pero, por lo que el Pacífico Noroeste, y en una ocasión, viajó a Escandinavia donde trabajó con Lars G.T. Romell, Seth Lundell, Jakob E. Lange. Murió en su casa de Winter Park, Florida el 11 de enero de 1952 de una enfermedad no especificada y fue enterrada en "Newfane Hill" a petición suya.
Sus papeles, una biblioteca personal (incluyendo algunas primeras obras raras) y 10 000 ejemplares de herbario fueron legados al NYBG, donde creó una fundación de Becarios para lograr que estudiantes de micología usen las instalaciones del Jardín. Esa beca fue concedida a 27 estudiantes entre 1956 y 1994. Sus papeles de la biblioteca incluyen una gran correspondencia que cubre 40 años, trabajos de investigación y manuscritos, notas de campo, varios cientos de fotos y negativos de vidrio (la mayoría de especímenes), así como unas 60 ilustraciones en acuarela de su colega micóloga Ann Hibbard.

## Algunas publicaciones
Para una lista más completa, ver el obituario de Seaver.
- g.s. Burlingham. 1907. Some Lactarii from Windham County, Vermont. Bull. Torrey Club 34: 85—95

- _____________1907. «Suggestions for the study of Lactariae». Torreya 7: 118—123

- _____________1908. A study of the Lactariae of the United States. En Memoirs of the Torrey Botanical Club 14: 1 - 109

- ____________ 1910. "Agaricaceae – Lactaria". North American Flora 9 (3): 172–200

- _____________1910. «The Lactariae of North America—Fascicles I and II». Mycologia 2: 27—36

- ____________ 1913. "The Lactarieae of the Pacific Coast". Mycologia 5: 305 - 311

- ____________ 1915. "Agaricaceae – Lactarieae". North American Flora 9 (4): 201–236

- ____________ 1917. «Methods for satisfactory field work in the genus Russula». Mycologia 9: 243—247

- ____________ 1918. "New species of russula from Massachusetts". Mycologia 10: 93 - 96

- ____________ 1918. A preliminary report on the Russulae of Long Island. Mem. Torrey Club 17: 301—306

- ____________ 1921. "Some new species of Russula". Mycologia 13: 129 - 134

- ____________ 1924. "Notes on species of Russula". Mycologia 16: 16 - 23

- ____________ 1932. «Two new species of Lactaria». Mycologia 24: 460—463

- ____________ 1936. "New or noteworthy species of Russula and Lactaria". Mycologia 28: 253 - 267

- ____________ 1939. "Two new species of Russula together with the spore ornamentation of some of our american Russulas". Mycologia 31: 490 - 498

- ____________, h.c. Beardslee. 1940. Interesting species of Lactariae from Florida. Mycologia 32: 575—586

- ____________ 1942. "Spore ornamentation of some american Russulae and a new species of Lactaria". Mycologia 34: 8 - 12

- ____________ 1944. "Studies in North American russulae". Mycologia 36: 104–120

- ____________ 1945. "Noteworthy species of Lepiota and Lactaria". Mycologia 37: 53–64

- ____________ 1948. "Henry Curtis Beardslee". Mycologia 40: 505-506

## Honores

### Eponimia
Especies de fungi
- Entoloma burlinghamiae Murrill 1917
- Rhizopogon burlinghamiae A.H.Sm. 1966, "burlinghamii"
- Russula burlinghamiae Singer 1938, nom. nov.
- La abreviatura «Burl.» se emplea para indicar a Gertrude Simmons Burlingham como autoridad en la descripción y clasificación científica de los vegetales.[11]